# پیونیچنا-زدروی
پیونیچنا-زدروی (به لاتین: Piwniczna-Zdrój) یک شهر و گمینا در لهستان است که در گمینا پیونیچنا-زدروی واقع شده‌است. پیونیچنا-زدروی ۱۲۶٫۷ کیلومتر مربع مساحت و ۱۰٬۳۱۵ نفر جمعیت دارد و ۵۶۲ متر بالاتر از سطح دریا واقع شده‌است.

## خواهرخوانده
شهر بالاتونگیوروک خواهرخواندهٔ پیونیچنا-زدروی هست.